# Elks d'Edmonton
Cet article concerne une équipe de football canadien. Pour l’équipe de hockey sur glace appelée Eskimos, voir Eskimos d'Edmonton (hockey sur glace).
Pour les articles homonymes, voir Elk.
Les Elks d'Edmonton (en anglais Edmonton Elks), connue jusqu'en 2020 sous le nom des Eskimos d'Edmonton, est une équipe de football canadien domiciliée à Edmonton en Alberta et appartenant à la division Ouest de la ligue canadienne de football. Elle a été fondée en 1949. Les couleurs de l’équipe sont le vert et le jaune. Le logo est le sigle « Double E », après un changement d'un an en 2021 à une tête stylisée de wapiti (elk en anglais).
Ils ont remporté la coupe Grey en quatorze occasions, dont cinq coupes d'affilée de 1978 à 1982. L'entraineur chef est Mark Kilam (en) et le directeur-général est Ed Hervey (en).
Propriété de la communauté depuis sa fondation en 1949, le 15 août 2024, l'équipe est vendue à l'homme d'affaires Larry Thompson.

## Histoire
Bien que la franchise actuelle ait été fondée en 1949, plusieurs équipes d'Edmonton ont pratiqué auparavant le sport qui est devenu le football canadien, certaines portant déjà le nom d'« Eskimos » ou « Esquimaux ».

### Les premières équipes d'Edmonton
Une équipe appelée le Edmonton Rugby Football Club (en) joue en 1890 le premier match attesté de rugby-football en Alberta. Ce club prend le nom de « Esquimaux » en 1908, puis de « Eskimos » en 1910. Il rejoint la Western Canada Rugby Football Union lors de sa création en 1911. Après une pause due à la Première Guerre mondiale, les Eskimos reprennent le jeu et deviennent en 1921 la première équipe de l'Ouest à participer au match de la coupe Grey (en). L'année suivante le club change son nom pour les « Elks » mais cesse ses opérations en 1924.
L'équipe est relancée en 1928, avec le nom « Eskimos », mais disparait de nouveau en 1932. Profitant de la construction du stade Clarke, ils reviennent au jeu en 1938 dans la nouvelle Western Interprovincial Football Union (WIFU), mais ne survivent que deux saisons.

### Premières années (1949-1961)
La franchise actuelle, connue sous le nom d'« Eskimos d'Edmonton » jusqu'en 2020, est fondée en 1948 sous forme d'une société par actions et joue sa première saison en 1949. Ses principaux dirigeants sont le directeur-général Eric Duggan et l'entraîneur-chef Annis Stukus (en). À leur quatrième année d'opérations, sous la direction du joueur-entraîneur Frank Filchock (en), les Eskimos participent pour la première fois au match de la coupe Grey, qu'ils perdent contre Toronto. Ils se révèlent à partir de ce moment comme l'équipe dominante des années 1950 dans l'Ouest, terminant cinq ans de suite au premier rang de la WIFU et remportant de 1954 à 1956 trois coupes Grey consécutives, toutes contre les Alouettes de Montréal qui dominent dans l'Est. Pop Ivy (en) est l'entraîneur pour ces trois victoires, et Jackie Parker (en) et Normie Kwong sont les vedettes sur le terrain.

### Années difficiles (1962-1971)
Après une défaite en finale de la coupe Grey en 1960, les Eskimos entrent dans une période difficile. Plusieurs joueurs étoiles ne sont plus là, et l'équipe termine dernière deux années de suite en 1962 et 1963. La survie même de l'équipe n'est pas assurée et la direction doit faire preuve de détermination pour que les salaires soient payés. Norm Kimball (en) est nommé directeur général pour entreprendre la reconstruction du club. En 1970, Ray Jauch (en), jusque-là entraîneur adjoint, devient entraîneur-chef. Son arrivée et celle des deux quarts-arrières Bruce Lemmerman (en) et Tom Wilkinson (en) laisse présager une décennie 1970 beaucoup plus réussie.

### Onze ans au sommet (1972-1982)
Avec des joueurs comme Wilkinson, Lemmerman, les porteurs de ballon Roy Bell (en) et Jim Germany (en) et le receveur de passes George McGowan (en), sans oublier le jeune quart-arrière Warren Moon arrivé en 1978, les Eskimos participent au match de la coupe Grey neuf fois en dix ans et le remportent six fois, dont cinq fois de suite entre 1978 et 1982. Ceci constitue un record qui tient toujours en 2020, ainsi que celui de six participations consécutives. Hugh Campbell (en) remplace Ray Jauch comme entraîneur-chef en 1977 et reste en place jusqu'en 1982.
En 1978, le club quitte le stade Clarke pour emménager dans son nouveau domicile, le stade du Commonwealth.

### Toujours parmi les meilleurs (1983-1997)
Après le départ de Campbell, les Eskimos connaissent trois saisons plus ordinaires, mais dès la saison 1986, menés par le quart Matt Dunigan, ils se rendent à la coupe Grey, puis la remportent l'année suivante. De 1986 à 1997 ils sont toujours soit premiers soit deuxièmes de leur division. Ils participent trois autres fois au match de la coupe Grey, et le remportent en 1993. Après Dunigan, ce sont Tracy Ham (en) (1988-1992) puis Damon Allen (1993-1994) qui sont les quarts-arrière partants. Cependant la vedette défensive de l'équipe est le secondeur Willie Pless (en) (1991-1998), cinq fois choisi meilleur joueur défensif de la ligue et probablement l'un des meilleurs secondeurs de l'histoire du football canadien.

### Record de participation aux séries éliminatoires (1998-2005)
Les années qui suivent le départ en 1997 de Ron Lancaster (en), qui a été l'entraîneur-chef ayant remporté le plus de victoires avec les Eskimos, sont marquées de bas mais surtout de hauts. Après une troisième place en 1999, l'équipe retrouve le succès avec trois participations à la Coupe Grey, dont deux victoires en 2003 et 2005. Les joueurs dominants sont les receveurs de passes Terry Vaughn (en) et Jason Tucker (en) ainsi que le jeune quart-arrière Ricky Ray (en), arrivé en 2002. Surtout, les Eskimos atteignent en 2005 la marque de 34 saisons consécutives sans manquer les séries éliminatoires, un record dans l'ensemble des sports professionnels nord-américains.

### Saisons récentes (depuis 2006)
En 2006 et 2007 les Eskimos manquent les séries éliminatoires deux années de suite, ce qui ne leur était pas arrivé depuis 1965. Jusqu'en 2015, le club ne finit jamais en tête de sa division. Cependant, cette année-là, il remporte à la fois le titre de l'Ouest et la coupe Grey, face à Ottawa. Le quart-arrière Mike Reilly est choisi le meilleur joueur du match. Il s'agit de leur dernier championnat à ce jour.
Après avoir terminé au dernier rang de la section Ouest en 2021, les Elks ramènent Chris Jones comme entraineur. Celui-ci fait un retour à la barre de l'équipe, après un bref passage en 2014-2015, lors duquel il a remporté la Coupe Grey. Les Elks connaissent des saisons difficiles depuis 2021, terminant derniers ou avant-derniers de leur division et manquant les éliminatoires quatre saisons de suite.
Devant cette situation, Chris Jones est congédié au cours de la saison 2024. Mark Kilam (en) et Ed Hervey (en) sont nommés respectivement entraîneur-chef et directeur général en vue de la saison 2025.
Nick Anderson (en) est choisi recrue par excellence de la ligue en 2024.

## Controverse sur le surnom de la franchise
La franchise portait le nom des « Eskimos » depuis sa fondation en 1949. L'équipe canadienne n'a jamais utilisé d'image ou représentation ayant un lien avec le peuple « Eskimos ». Cependant, au Canada, l'appellation « Inuits » est officielle depuis les années 1970 et remplace le terme « Esquimaux » (ou « Eskimos »). La dénomination « Eskimos » pouvant être considérée comme péjorative et offensante.
En 2020, la franchise de Washington en NFL se voit contrainte de changer de nom, sous la pression médiatique et également de ses principaux sponsors. La polémique relance alors la question du nom de l'équipe de football canadien d'Edmonton. Dans un premier temps, la franchise annonce son intention de conserver le nom d'« Eskimos » après avoir tenu une étude exhaustive avec des dirigeants du peuple inuit et des membres de leur communauté partout au Canada. Pourtant, à l'instar de Washington, certains sponsors menacent de rompre leur relation avec la franchise, si le nom ne change pas. Le 21 juillet 2020, la franchise canadienne annonce l'abandon du nom des « Eskimos », le temps de trouver un nouveau surnom, l'équipe s'appellera temporairement « Edmonton Football Team » en anglais, ou « équipe de football d'Edmonton » en français,,, utilisant parfois le surnom « EE » en référence au sigle de son logo,.
Le 1er juin 2021, la franchise annonce son nouveau nom, les « Edmonton Elks » en anglais (« Elks d'Edmonton » en français), qui marque un retour au nom de l'équipe de 1922.

## Identité visuelle

Ancien logo.
Ancien casque.
Logo en 2021.